# Сомертон (Аризона)
Сомертон (англ. Somerton) — город в округе Юма в штате Аризона США. По данным переписи населения США 2020 года, численность населения составляла 14 197 человек.

## Население
| 2010[…] | 2020    |
| ------- | ------- |
| 14 287  | ↘14 197 |